# Igor Trandenkov
Igor Leonidovich Trandenkov (em russo: Игорь Леонидович Транденков, Leninegrado (atual São Petersburgo), RSFS da Rússia, União Soviética, 17 de agosto de 1966) é um antigo atleta russo, especialista em salto com vara, que obteve duas medalhas olímpicas nos Jogos de 1992 e de 1996. O seu recorde pessoal é de 6.01 m, o que faz dele membro do chamado clube dos 6 metros.

## Carreira
Inicia a sua carreira internacional com uma vitória nos Campeonatos Europeus de Juniores em 1985, ainda sob a bandeira da União Soviética. Mais tarde, é chamado a participar nos Jogos Olímpicos de Barcelona, em 1992, em representação da Equipe Unificada. Conseguindo facilmente chegar à final, Trandenkov acaba o concurso com a mesma marca (5.80 m) do vencedor - o seu compatriota Maksim Tarasov, mas perde para ele pelas regras de desempate, contentando-se com a medalha de prata.
Depois de também ser vice-campeão nos Campeonatos Europeus de 1994, tem oportunidade de retficar a sua prestação olímpica nos Jogos de Atlanta 1996. A história repete-se de modo bastante idêntico, voltando a ser vencido pelas regras de desempate, desta feita para o francês Jean Galfione.
É casado com a ex-velocista russa Marina Trandenkova, também ela medalhada olímpica.